# Elisabeth de Baer
Elisabeth de Baer auch bekannt als Elisabeth de Boer (gestorben nach 1662) war eine niederländische Schauspielerin.

## Leben
Elisabeth de Baer stammte möglicherweise aus einer Schauspielerfamilie. Vermutlich war der Schauspieler Heere de Boer ihr Bruder. Ihre Schwester Margriet de Baer, heiratete 1642 in Amsterdam den Maler und Schauspieler Triael Parker, der ebenfalls mit der Stadsschouwburg Amsterdam verbunden war. Elisabeth de Baer war wahrscheinlich zunächst Teil der reisenden Theatergruppe von Jan Baptist van Fornenbergh (1624–1697), die 1649–1654 im Ausland spielte. Diese Truppe trat mit niederländischsprachigem Repertoire im Norden Deutschlands sowie in Dänemark und Schweden auf. Wie ihre Schauspielkolleginnen Ariana Nozeman und Susanna van Lee war auch Elisabeth mit einem Bühnenschauspieler verheiratet. Sie heiratete am 23. Januar 1649 in Amsterdam den Schauspieler und Vergolder Dirck Kalbergen (gest. 1655). Die drei Frauen waren wahrscheinlich die ersten Schauspielerinnen, die am schwedischen Hof auftraten.
Elisabeth de Baer debütierte im Juli 1655 an der Stadsschouwburg Amsterdam. Drei Monate zuvor wurde dort Ariana Nozeman als erste Schauspielerin engagiert. Elisabeth de Baer spielte meist kleine Rollen in ernsten Theaterstücken und Possen und trat oft in Balletten auf. Ihr Honorar betrug 2,50 Gulden pro Vorstellung. Ihr Ehemann Dirck Kalbergen hatte mehrere aus dem Englischen übersetzte Stücke herausgegeben, darunter „Mulassus de Turk“, die im Theater aufgeführt wurden. Er starb 1655. Nachdem sie bereits seit fünf Jahren Witwe war, reiste sie im Sommer 1660 mit einigen anderen Schauspielern des Amsterdamer Theaters für Auftritte nach Zeeland. Sie heiratete am 2. Oktober 1660 in Amsterdam den Musiker Aernoldus van Linste. Sie verließ das Amsterdamer Theater im Juni 1662 gleichzeitig mit den Schauspielern Jacob Kemp und Johannes van Velzen. Über ihr weiteres Leben ist nichts bekannt.